# Mellemvægt (sport)
 For alternative betydninger, se Mellemvægt. (Se også artikler, som begynder med Mellemvægt)
Mellemvægt er en af de klassiske vægtklasser, og var oprindeligt placeret over weltervægt og under letsværvægt. I dag er der i boksesporten opfundet en række supplerende vægtklasser, der ligger over og under mellemvægtklassen. I boksning har der siden 1988 været super-mellemvægt over mellemvægt, og under mellemvægt ligger let-mellemvægt, der også benævnes super-weltervægt. 
I professionel boksning er vægtgrænsen for mellemvægt 160 engelske pund (72,575 kilogram) og for amatører 75 kg.
Mellemvægt benyttes også som vægtklasse i andre sportsgrene end boksning, men har da andre definitioner.